# Giro d'Italia 2022
Il Giro d'Italia 2022, centocinquesima edizione della corsa, valevole come ventesima prova dell'UCI World Tour 2022, si svolse in ventuno tappe dal 6 al 29 maggio 2022, per un totale di 3 446,6 km, con partenza da Budapest, in Ungheria, e arrivo all'Arena di Verona. La vittoria fu conquistata dall'australiano Jai Hindley, che completò il percorso in 86h31'14", alla media di 39,836 km/h, davanti all'ecuadoriano Richard Carapaz e allo spagnolo Mikel Landa.
Hindley, dopo essere stato a lungo alle spalle di Carapaz in classifica generale per pochi secondi, gli strappò la maglia rosa nel tappone dolomitico del penultimo giorno, con arrivo sul passo Fedaia.
Sul traguardo finale di Verona giunsero 149 dei 176 ciclisti partiti da Budapest.

## Tappe
| Tappa  | Data      | Percorso                                                  | km      | Vincitore di tappa   | Leader cl. generale  |
| ------ | --------- | --------------------------------------------------------- | ------- | -------------------- | -------------------- |
| 1ª     | 6 maggio  | Budapest (HUN) > Visegrád (HUN)                           | 195     | Mathieu van der Poel | Mathieu van der Poel |
| 2ª     | 7 maggio  | Budapest (HUN) > Budapest (HUN) (cron. individuale)       | 9,2     | Simon Yates          | Mathieu van der Poel |
| 3ª     | 8 maggio  | Kaposvár (HUN) > Balatonfüred (HUN)                       | 201     | Mark Cavendish       | Mathieu van der Poel |
|        | 9 maggio  | giorno di riposo                                          |         |                      |                      |
| 4ª     | 10 maggio | Avola > Etna (Rifugio Sapienza)                           | 172     | Lennard Kämna        | Juan Pedro López     |
| 5ª     | 11 maggio | Catania > Messina                                         | 174     | Arnaud Démare        | Juan Pedro López     |
| 6ª     | 12 maggio | Palmi > Scalea (Riviera dei Cedri)                        | 192     | Arnaud Démare        | Juan Pedro López     |
| 7ª     | 13 maggio | Diamante > Potenza                                        | 196     | Koen Bouwman         | Juan Pedro López     |
| 8ª     | 14 maggio | Napoli > Napoli (Procida Capitale italiana della cultura) | 153     | Thomas De Gendt      | Juan Pedro López     |
| 9ª     | 15 maggio | Isernia > Blockhaus                                       | 191     | Jai Hindley          | Juan Pedro López     |
|        | 16 maggio | giorno di riposo                                          |         |                      |                      |
| 10ª    | 17 maggio | Pescara > Jesi                                            | 196     | Biniam Girmay        | Juan Pedro López     |
| 11ª    | 18 maggio | Santarcangelo di Romagna > Reggio Emilia                  | 203     | Alberto Dainese      | Juan Pedro López     |
| 12ª    | 19 maggio | Parma > Genova                                            | 204     | Stefano Oldani       | Juan Pedro López     |
| 13ª    | 20 maggio | Sanremo > Cuneo                                           | 150     | Arnaud Démare        | Juan Pedro López     |
| 14ª    | 21 maggio | Santena > Torino                                          | 147     | Simon Yates          | Richard Carapaz      |
| 15ª    | 22 maggio | Rivarolo Canavese > Cogne                                 | 177     | Giulio Ciccone       | Richard Carapaz      |
|        | 23 maggio | giorno di riposo                                          |         |                      |                      |
| 16ª    | 24 maggio | Salò > Aprica (Sforzato Wine Stage)                       | 202     | Jan Hirt             | Richard Carapaz      |
| 17ª    | 25 maggio | Ponte di Legno > Lavarone                                 | 168     | Santiago Buitrago    | Richard Carapaz      |
| 18ª    | 26 maggio | Borgo Valsugana > Treviso                                 | 156     | Dries De Bondt       | Richard Carapaz      |
| 19ª    | 27 maggio | Marano Lagunare > Santuario di Castelmonte                | 178     | Koen Bouwman         | Richard Carapaz      |
| 20ª    | 28 maggio | Belluno > Marmolada (Passo Fedaia)                        | 168     | Alessandro Covi      | Jai Hindley          |
| 21ª    | 29 maggio | Verona > Verona (cron. individuale)                       | 17,4    | Matteo Sobrero       | Jai Hindley          |
| Totale | Totale    | Totale                                                    | 3 446,6 |                      |                      |

## Squadre e corridori partecipanti
Alla competizione presero parte 22 squadre: le diciotto iscritte all'UCI World Tour 2022, la Alpecin-Fenix avente diritto in quanto migliore squadra UCI ProTeam 2021 e le tre squadre invitate ovverosia la Bardiani-CSF-Faizanè, la Eolo-Kometa Cycling Team e la Drone Hopper-Androni Giocattoli tutte di categoria UCI ProTeam, ciascuna delle quali composta da otto corridori, per un totale di 176 ciclisti. Il Team Arkéa-Samsic, l'altra avente diritto in quanto seconda migliore squadra UCI ProTeam 2021, rinunciò a partecipare.
| N.      | Cod. | Squadra                         |
| ------- | ---- | ------------------------------- |
| 1-8     | IGD  | Ineos Grenadiers                |
| 11-18   | ACT  | AG2R Citroën Team               |
| 21-28   | AFC  | Alpecin-Fenix                   |
| 31-38   | AST  | Astana Qazaqstan Team           |
| 41-48   | TBV  | Bahrain Victorious              |
| 51-58   | BCF  | Bardiani-CSF-Faizanè            |
| 61-68   | BOH  | Bora-Hansgrohe                  |
| 71-78   | COF  | Cofidis                         |
| 81-88   | DRA  | Drone Hopper-Androni Giocattoli |
| 91-98   | EFE  | EF Education-EasyPost           |
| 101-109 | EOK  | Eolo-Kometa Cycling Team        |

| N.      | Cod. | Squadra                     |
| ------- | ---- | --------------------------- |
| 111-118 | GFC  | Groupama-FDJ                |
| 121-128 | IWG  | Intermarché-Wanty-Gobert    |
| 131-138 | IPT  | Israel-Premier Tech         |
| 141-148 | TJV  | Jumbo-Visma                 |
| 151-158 | LTS  | Lotto Soudal                |
| 161-168 | MOV  | Movistar Team               |
| 171-178 | QST  | Quick-Step Alpha Vinyl Team |
| 181-188 | BEX  | Team BikeExchange-Jayco     |
| 191-198 | DSM  | Team DSM                    |
| 201-208 | TFS  | Trek-Segafredo              |
| 211-218 | UAD  | UAE Team Emirates           |

## Dettagli delle tappe

### 1ª tappa
- 6 maggio: Budapest (HUN) > Visegrád (HUN) – 195 km

Risultati
| Pos. | Corridore            | Squadra     | Tempo    |
| ---- | -------------------- | ----------- | -------- |
| 1    | Mathieu van der Poel | Alpecin     | 4h35'28" |
| 2    | Biniam Girmay        | Intermarché | s.t.     |
| 3    | Pello Bilbao         | Bahrain     | s.t.     |

| Pos. | Corridore            | Squadra     | Tempo    |
| ---- | -------------------- | ----------- | -------- |
| 1    | Mathieu van der Poel | Alpecin     | 4h35'18" |
| 2    | Biniam Girmay        | Intermarché | a 4"     |
| 3    | Pello Bilbao         | Bahrain     | a 6"     |

### 2ª tappa
- 7 maggio: Budapest (HUN) > Budapest (HUN) – Cronometro individuale – 9,2 km

Risultati
| Pos. | Corridore            | Squadra      | Tempo  |
| ---- | -------------------- | ------------ | ------ |
| 1    | Simon Yates          | BikeExchange | 11'50" |
| 2    | Mathieu van der Poel | Alpecin      | a 3"   |
| 3    | Tom Dumoulin         | Jumbo        | a 5"   |

| Pos. | Corridore            | Squadra      | Tempo    |
| ---- | -------------------- | ------------ | -------- |
| 1    | Mathieu van der Poel | Alpecin      | 4h47'11" |
| 2    | Simon Yates          | BikeExchange | a 11"    |
| 3    | Tom Dumoulin         | Jumbo        | a 16"    |

### 3ª tappa
- 8 maggio: Kaposvár (HUN) > Balatonfüred (HUN) – 201 km

Risultati
| Pos. | Corridore        | Squadra    | Tempo    |
| ---- | ---------------- | ---------- | -------- |
| 1    | Mark Cavendish   | Quick-Step | 4h56'39" |
| 2    | Arnaud Démare    | Groupama   | s.t.     |
| 3    | Fernando Gaviria | UAE        | s.t.     |

| Pos. | Corridore            | Squadra      | Tempo    |
| ---- | -------------------- | ------------ | -------- |
| 1    | Mathieu van der Poel | Alpecin      | 9h43'50" |
| 2    | Simon Yates          | BikeExchange | a 11"    |
| 3    | Tom Dumoulin         | Jumbo        | a 16"    |

### 4ª tappa
- 10 maggio: Avola > Etna (Rifugio Sapienza) – 172 km

Risultati
| Pos. | Corridore        | Squadra     | Tempo    |
| ---- | ---------------- | ----------- | -------- |
| 1    | Lennard Kämna    | Bora        | 4h32'11" |
| 2    | Juan Pedro López | Trek        | s.t.     |
| 3    | Rein Taaramäe    | Intermarché | a 34"    |

| Pos. | Corridore        | Squadra     | Tempo     |
| ---- | ---------------- | ----------- | --------- |
| 1    | Juan Pedro López | Trek        | 14h17'07" |
| 2    | Lennard Kämna    | Bora        | a 39"     |
| 3    | Rein Taaramäe    | Intermarché | a 58"     |

### 5ª tappa
- 11 maggio: Catania > Messina – 174 km

Risultati
| Pos. | Corridore        | Squadra  | Tempo    |
| ---- | ---------------- | -------- | -------- |
| 1    | Arnaud Démare    | Groupama | 4h03'56" |
| 2    | Fernando Gaviria | UAE      | s.t.     |
| 3    | Giacomo Nizzolo  | Israel   | s.t.     |

| Pos. | Corridore        | Squadra     | Tempo     |
| ---- | ---------------- | ----------- | --------- |
| 1    | Juan Pedro López | Trek        | 18h21'03" |
| 2    | Lennard Kämna    | Bora        | a 39"     |
| 3    | Rein Taaramäe    | Intermarché | a 58"     |

### 6ª tappa
- 12 maggio: Palmi > Scalea (Riviera dei Cedri) – 192 km

Risultati
| Pos. | Corridore      | Squadra    | Tempo    |
| ---- | -------------- | ---------- | -------- |
| 1    | Arnaud Démare  | Groupama   | 5h02'33" |
| 2    | Caleb Ewan     | Lotto      | s.t.     |
| 3    | Mark Cavendish | Quick-Step | s.t.     |

| Pos. | Corridore        | Squadra     | Tempo     |
| ---- | ---------------- | ----------- | --------- |
| 1    | Juan Pedro López | Trek        | 23h23'40" |
| 2    | Lennard Kämna    | Bora        | a 38"     |
| 3    | Rein Taaramäe    | Intermarché | a 58"     |

Descrizione e riassunto
La sesta frazione, lasciata la Sicilia, si sviluppa interamente in Calabria con partenza da Palmi. Dato il via nella centrale piazza I° Maggio, la carovana percorre alcune strade della cittadina del reggino per poi immettersi nella strada statale 18 Tirrena Inferiore, che la condurrà fino a Scalea, dove è posto l'arrivo. Superati i centri abitati di Gioia Tauro e Rosarno, dopo 22 km inizia la fuga solitaria di Diego Rosa, che prende in testa l'unica asperità di giornata consistente nella salita verso Vibo Valentia, dov'è posto sia il GPM di 4ª categoria in località Aeroporto "Luigi Razza", sia il primo traguardo volante. Passato per primo sui due citati traguardi di Vibo, il ciclista cuneese percorre in solitario tutto il tracciato che torna a scendere lungo la costa calabrese passando da Pizzo Calabro, Lamezia Terme, Amantea, Paola e transitando per primo anche al secondo traguardo volante posto a Guardia Piemontese, fino ad essere ripreso nei pressi di Belvedere Marittimo, a 28 km dall'arrivo e dopo una figa di 141 km. Rientrato sul fuggitivo, il gruppo arriva a Scalea sostenendo un'alta velocità nell'ultimo tratto di corsa (60 km orari) e percorrendo le strade cittadine si prepara alla volata vinta dal francese Arnaud Démare della Groupama, che si aggiudica la tappa davanti all'australiano Caleb Ewan e al britannico Mark Cavendish. Lo spagnolo Juan Pedro López della Trek conserva la maglia rosa di leader della classifica generale.

### 7ª tappa
- 13 maggio: Diamante > Potenza – 196 km

Risultati
| Pos. | Corridore      | Squadra | Tempo    |
| ---- | -------------- | ------- | -------- |
| 1    | Koen Bouwman   | Jumbo   | 5h12'30" |
| 2    | Bauke Mollema  | Trek    | a 2"     |
| 3    | Davide Formolo | UAE     | s.t.     |

| Pos. | Corridore        | Squadra     | Tempo     |
| ---- | ---------------- | ----------- | --------- |
| 1    | Juan Pedro López | Trek        | 28h39'05" |
| 2    | Lennard Kämna    | Bora        | a 38"     |
| 3    | Rein Taaramäe    | Intermarché | a 58"     |

### 8ª tappa
- 14 maggio: Napoli > Napoli (Procida Capitale italiana della cultura) – 153 km

Risultati
| Pos. | Corridore       | Squadra  | Tempo    |
| ---- | --------------- | -------- | -------- |
| 1    | Thomas De Gendt | Lotto    | 3h32'53" |
| 2    | Davide Gabburo  | Bardiani | s.t.     |
| 3    | Jorge Arcas     | Movistar | s.t.     |

| Pos. | Corridore        | Squadra     | Tempo     |
| ---- | ---------------- | ----------- | --------- |
| 1    | Juan Pedro López | Trek        | 32h15'31" |
| 2    | Lennard Kämna    | Bora        | a 38"     |
| 3    | Rein Taaramäe    | Intermarché | a 58"     |

### 9ª tappa
- 15 maggio: Isernia > Blockhaus – 191 km

Risultati
| Pos. | Corridore       | Squadra | Tempo    |
| ---- | --------------- | ------- | -------- |
| 1    | Jai Hindley     | Bora    | 5h34'44" |
| 2    | Romain Bardet   | DSM     | s.t.     |
| 3    | Richard Carapaz | Ineos   | s.t.     |

| Pos. | Corridore        | Squadra | Tempo     |
| ---- | ---------------- | ------- | --------- |
| 1    | Juan Pedro López | Trek    | 37h52'01" |
| 2    | João Almeida     | UAE     | a 12"     |
| 3    | Romain Bardet    | DSM     | a 14"     |

### 10ª tappa
- 17 maggio: Pescara > Jesi – 196 km

Risultati
| Pos. | Corridore            | Squadra     | Tempo    |
| ---- | -------------------- | ----------- | -------- |
| 1    | Biniam Girmay        | Intermarché | 4h32'07" |
| 2    | Mathieu van der Poel | Alpecin     | s.t.     |
| 3    | Vincenzo Albanese    | Eolo        | s.t.     |

| Pos. | Corridore        | Squadra | Tempo     |
| ---- | ---------------- | ------- | --------- |
| 1    | Juan Pedro López | Trek    | 42h24'08" |
| 2    | João Almeida     | UAE     | a 12"     |
| 3    | Romain Bardet    | DSM     | a 14"     |

### 11ª tappa
- 18 maggio: Santarcangelo di Romagna > Reggio Emilia – 203 km

Risultati
| Pos. | Corridore        | Squadra | Tempo    |
| ---- | ---------------- | ------- | -------- |
| 1    | Alberto Dainese  | DSM     | 4h19'04" |
| 2    | Fernando Gaviria | UAE     | s.t.     |
| 3    | Simone Consonni  | Cofidis | s.t.     |

| Pos. | Corridore        | Squadra | Tempo     |
| ---- | ---------------- | ------- | --------- |
| 1    | Juan Pedro López | Trek    | 46h43'12" |
| 2    | Richard Carapaz  | Ineos   | a 12"     |
| 3    | João Almeida     | UAE     | s.t.      |

### 12ª tappa
- 19 maggio: Parma > Genova – 204 km

Risultati
| Pos. | Corridore      | Squadra     | Tempo    |
| ---- | -------------- | ----------- | -------- |
| 1    | Stefano Oldani | Alpecin     | 4h26'47" |
| 2    | Lorenzo Rota   | Intermarché | s.t.     |
| 3    | Gijs Leemreize | Jumbo       | a 2"     |

| Pos. | Corridore        | Squadra | Tempo     |
| ---- | ---------------- | ------- | --------- |
| 1    | Juan Pedro López | Trek    | 51h19'07" |
| 2    | Richard Carapaz  | Ineos   | a 12"     |
| 3    | João Almeida     | UAE     | s.t.      |

### 13ª tappa
- 20 maggio: Sanremo > Cuneo – 150 km

Risultati
| Pos. | Corridore      | Squadra    | Tempo    |
| ---- | -------------- | ---------- | -------- |
| 1    | Arnaud Démare  | Groupama   | 3h18'16" |
| 2    | Phil Bauhaus   | Bahrain    | s.t.     |
| 3    | Mark Cavendish | Quick-Step | s.t.     |

| Pos. | Corridore        | Squadra | Tempo     |
| ---- | ---------------- | ------- | --------- |
| 1    | Juan Pedro López | Trek    | 54h37'23" |
| 2    | Richard Carapaz  | Ineos   | a 12"     |
| 3    | João Almeida     | UAE     | s.t.      |

### 14ª tappa
- 21 maggio: Santena > Torino – 147 km

Risultati
| Pos. | Corridore       | Squadra      | Tempo    |
| ---- | --------------- | ------------ | -------- |
| 1    | Simon Yates     | BikeExchange | 3h43'44" |
| 2    | Jai Hindley     | Bora         | a 15"    |
| 3    | Richard Carapaz | Ineos        | s.t.     |

| Pos. | Corridore       | Squadra | Tempo     |
| ---- | --------------- | ------- | --------- |
| 1    | Richard Carapaz | Ineos   | 58h21'28" |
| 2    | Jai Hindley     | Bora    | a 7"      |
| 3    | João Almeida    | UAE     | a 30"     |

### 15ª tappa
- 22 maggio: Rivarolo Canavese > Cogne – 177 km

Risultati
| Pos. | Corridore         | Squadra  | Tempo    |
| ---- | ----------------- | -------- | -------- |
| 1    | Giulio Ciccone    | Trek     | 4h37'41" |
| 2    | Santiago Buitrago | Bahrain  | a 1'31"  |
| 3    | Antonio Pedrero   | Movistar | a 2'19"  |

| Pos. | Corridore       | Squadra | Tempo     |
| ---- | --------------- | ------- | --------- |
| 1    | Richard Carapaz | Ineos   | 63h06'57" |
| 2    | Jai Hindley     | Bora    | a 7"      |
| 3    | João Almeida    | UAE     | a 30"     |

### 16ª tappa
- 24 maggio: Salò > Aprica (Sforzato Wine Stage) – 202 km

Risultati
| Pos. | Corridore       | Squadra     | Tempo    |
| ---- | --------------- | ----------- | -------- |
| 1    | Jan Hirt        | Intermarché | 5h40'45" |
| 2    | Thymen Arensman | DSM         | a 7"     |
| 3    | Jai Hindley     | Bora        | a 1'24"  |

| Pos. | Corridore       | Squadra | Tempo     |
| ---- | --------------- | ------- | --------- |
| 1    | Richard Carapaz | Ineos   | 68h49'06" |
| 2    | Jai Hindley     | Bora    | a 3"      |
| 3    | João Almeida    | UAE     | a 44"     |

### 17ª tappa
- 25 maggio: Ponte di Legno > Lavarone – 168 km

Risultati
| Pos. | Corridore         | Squadra     | Tempo    |
| ---- | ----------------- | ----------- | -------- |
| 1    | Santiago Buitrago | Bahrain     | 4h27'41" |
| 2    | Gijs Leemreize    | Jumbo       | a 35"    |
| 3    | Jan Hirt          | Intermarché | a 2'28"  |

| Pos. | Corridore       | Squadra | Tempo     |
| ---- | --------------- | ------- | --------- |
| 1    | Richard Carapaz | Ineos   | 73h19'40" |
| 2    | Jai Hindley     | Bora    | a 3"      |
| 3    | Mikel Landa     | Bahrain | a 1'05"   |

### 18ª tappa
- 26 maggio: Borgo Valsugana > Treviso – 156 km

Risultati
| Pos. | Corridore           | Squadra | Tempo    |
| ---- | ------------------- | ------- | -------- |
| 1    | Dries De Bondt      | Alpecin | 3h21'21" |
| 2    | Edoardo Affini      | Jumbo   | s.t.     |
| 3    | Magnus Cort Nielsen | EF      | s.t.     |

| Pos. | Corridore       | Squadra | Tempo     |
| ---- | --------------- | ------- | --------- |
| 1    | Richard Carapaz | Ineos   | 76h41'15" |
| 2    | Jai Hindley     | Bora    | a 3"      |
| 3    | Mikel Landa     | Bahrain | a 1'05"   |

### 19ª tappa
- 27 maggio: Marano Lagunare > Santuario di Castelmonte – 178 km

Risultati
| Pos. | Corridore          | Squadra    | Tempo    |
| ---- | ------------------ | ---------- | -------- |
| 1    | Koen Bouwman       | Jumbo      | 4h32'55" |
| 2    | Mauro Schmid       | Quick-Step | s.t.     |
| 3    | Alessandro Tonelli | Bardiani   | a 3"     |

| Pos. | Corridore       | Squadra | Tempo     |
| ---- | --------------- | ------- | --------- |
| 1    | Richard Carapaz | Ineos   | 81h18'12" |
| 2    | Jai Hindley     | Bora    | a 3"      |
| 3    | Mikel Landa     | Bahrain | a 1'05"   |

### 20ª tappa
- 28 maggio: Belluno > Marmolada (Passo Fedaia) – 168 km

Risultati
| Pos. | Corridore       | Squadra | Tempo    |
| ---- | --------------- | ------- | -------- |
| 1    | Alessandro Covi | UAE     | 4h46'34" |
| 2    | Domen Novak     | Bahrain | a 32"    |
| 3    | Giulio Ciccone  | Trek    | a 37"    |

| Pos. | Corridore       | Squadra | Tempo     |
| ---- | --------------- | ------- | --------- |
| 1    | Jai Hindley     | Bora    | 86h07'19" |
| 2    | Richard Carapaz | Ineos   | a 1'25"   |
| 3    | Mikel Landa     | Bahrain | a 1'51"   |

### 21ª tappa
- 28 maggio: Verona > Verona – Cronometro individuale – 17,4 km

Risultati
| Pos. | Corridore            | Squadra      | Tempo  |
| ---- | -------------------- | ------------ | ------ |
| 1    | Matteo Sobrero       | BikeExchange | 22'24" |
| 2    | Thymen Arensman      | DSM          | a 23"  |
| 3    | Mathieu van der Poel | Alpecin      | a 40"  |

| Pos. | Corridore       | Squadra | Tempo     |
| ---- | --------------- | ------- | --------- |
| 1    | Jai Hindley     | Bora    | 86h31'14" |
| 2    | Richard Carapaz | Ineos   | a 1'18"   |
| 3    | Mikel Landa     | Bahrain | a 3'24"   |

## Evoluzione delle classifiche
| Tappa              | Vincitore            | Classifica generale Maglia rosa | Classifica a punti Maglia ciclamino | Classifica scalatori Maglia azzurra | Classifica giovani Maglia bianca | Classifica a squadre     |
| ------------------ | -------------------- | ------------------------------- | ----------------------------------- | ----------------------------------- | -------------------------------- | ------------------------ |
| 1ª                 | Mathieu van der Poel | Mathieu van der Poel            | Mathieu van der Poel                | Mathieu van der Poel                | Biniam Girmay                    | Ineos Grenadiers         |
| 2ª                 | Simon Yates          | Mathieu van der Poel            | Mathieu van der Poel                | Mathieu van der Poel                | Matteo Sobrero                   | Jumbo-Visma              |
| 3ª                 | Mark Cavendish       | Mathieu van der Poel            | Mathieu van der Poel                | Rick Zabel                          | Matteo Sobrero                   | Jumbo-Visma              |
| 4ª                 | Lennard Kämna        | Juan Pedro López                | Mathieu van der Poel                | Lennard Kämna                       | Juan Pedro López                 | Bora-Hansgrohe           |
| 5ª                 | Arnaud Démare        | Juan Pedro López                | Arnaud Démare                       | Lennard Kämna                       | Juan Pedro López                 | Bora-Hansgrohe           |
| 6ª                 | Arnaud Démare        | Juan Pedro López                | Arnaud Démare                       | Lennard Kämna                       | Juan Pedro López                 | Bora-Hansgrohe           |
| 7ª                 | Koen Bouwman         | Juan Pedro López                | Arnaud Démare                       | Koen Bouwman                        | Juan Pedro López                 | Trek-Segafredo           |
| 8ª                 | Thomas De Gendt      | Juan Pedro López                | Arnaud Démare                       | Koen Bouwman                        | Juan Pedro López                 | Intermarché-Wanty-Gobert |
| 9ª                 | Jai Hindley          | Juan Pedro López                | Arnaud Démare                       | Diego Rosa                          | Juan Pedro López                 | Bora-Hansgrohe           |
| 10ª                | Biniam Girmay        | Juan Pedro López                | Arnaud Démare                       | Diego Rosa                          | Juan Pedro López                 | Bora-Hansgrohe           |
| 11ª                | Alberto Dainese      | Juan Pedro López                | Arnaud Démare                       | Diego Rosa                          | Juan Pedro López                 | Bora-Hansgrohe           |
| 12ª                | Stefano Oldani       | Juan Pedro López                | Arnaud Démare                       | Diego Rosa                          | Juan Pedro López                 | Intermarché-Wanty-Gobert |
| 13ª                | Arnaud Démare        | Juan Pedro López                | Arnaud Démare                       | Diego Rosa                          | Juan Pedro López                 | Intermarché-Wanty-Gobert |
| 14ª                | Simon Yates          | Richard Carapaz                 | Arnaud Démare                       | Diego Rosa                          | João Almeida                     | Bora-Hansgrohe           |
| 15ª                | Giulio Ciccone       | Richard Carapaz                 | Arnaud Démare                       | Koen Bouwman                        | João Almeida                     | Bora-Hansgrohe           |
| 16ª                | Jan Hirt             | Richard Carapaz                 | Arnaud Démare                       | Koen Bouwman                        | João Almeida                     | Bora-Hansgrohe           |
| 17ª                | Santiago Buitrago    | Richard Carapaz                 | Arnaud Démare                       | Koen Bouwman                        | João Almeida                     | Bahrain Victorious       |
| 18ª                | Dries De Bondt       | Richard Carapaz                 | Arnaud Démare                       | Koen Bouwman                        | Juan Pedro López                 | Bahrain Victorious       |
| 19ª                | Koen Bouwman         | Richard Carapaz                 | Arnaud Démare                       | Koen Bouwman                        | Juan Pedro López                 | Bahrain Victorious       |
| 20ª                | Alessandro Covi      | Jai Hindley                     | Arnaud Démare                       | Koen Bouwman                        | Juan Pedro López                 | Bahrain Victorious       |
| 21ª                | Matteo Sobrero       | Jai Hindley                     | Arnaud Démare                       | Koen Bouwman                        | Juan Pedro López                 | Bahrain Victorious       |
| Classifiche finali | Classifiche finali   | Jai Hindley                     | Arnaud Démare                       | Koen Bouwman                        | Juan Pedro López                 | Bahrain Victorious       |

Maglie indossate da altri ciclisti in caso di due o più maglie vinte
- Nella 2ª tappa Pello Bilbao ha indossato la maglia ciclamino al posto di Mathieu van der Poel e Magnus Cort Nielsen ha indossato quella azzurra al posto di Mathieu van der Poel.
- Nella 3ª tappa Rick Zabel ha indossato la maglia azzurra al posto di Mathieu van der Poel.
- Nella 3ª e 4ª tappa Biniam Girmay ha indossato la maglia ciclamino al posto di Mathieu van der Poel.
- Dalla 5ª alla 9ª tappa Mauri Vansevenant ha indossato la maglia bianca al posto di Juan Pedro López.
- Dalla 10ª alla 14ª tappa João Almeida ha indossato la maglia bianca al posto di Juan Pedro López.
- Nella 18ª tappa Juan Pedro López ha indossato la maglia bianca al posto di João Almeida.[8]

### Altre classifiche
| Tappa              | Traguardi volanti | Premio Fuga | Combattività         | Fair Play          |
| ------------------ | ----------------- | ----------- | -------------------- | ------------------ |
| 1ª                 | Filippo Tagliani  | Mattia Bais | Lennard Kämna        | Alpecin-Fenix      |
| 2ª                 | Mattia Bais       | Mattia Bais | Rick Zabel           | Alpecin-Fenix      |
| 3ª                 | Filippo Tagliani  | Mattia Bais | Mattia Bais          | Alpecin-Fenix      |
| 4ª                 | Filippo Tagliani  | Mattia Bais | Stefano Oldani       | Trek-Segafredo     |
| 5ª                 | Filippo Tagliani  | Mattia Bais | Mattia Bais          | Trek-Segafredo     |
| 6ª                 | Filippo Tagliani  | Mattia Bais | Diego Rosa           | Trek-Segafredo     |
| 7ª                 | Filippo Tagliani  | Mattia Bais | Tom Dumoulin         | Trek-Segafredo     |
| 8ª                 | Filippo Tagliani  | Mattia Bais | Thomas De Gendt      | Trek-Segafredo     |
| 9ª                 | Filippo Tagliani  | Mattia Bais | João Almeida         | Team DSM           |
| 10ª                | Filippo Tagliani  | Mattia Bais | Alessandro De Marchi | Team DSM           |
| 11ª                | Filippo Tagliani  | Mattia Bais | Dries De Bondt       | Team DSM           |
| 12ª                | Filippo Tagliani  | Mattia Bais | Lorenzo Rota         | Team DSM           |
| 13ª                | Filippo Tagliani  | Mattia Bais | Pascal Eenkhoorn     | Bora-Hansgrohe     |
| 14ª                | Filippo Tagliani  | Mattia Bais | Richard Carapaz      | Bora-Hansgrohe     |
| 15ª                | Filippo Tagliani  | Mattia Bais | Giulio Ciccone       | Bahrain Victorious |
| 16ª                | Filippo Tagliani  | Mattia Bais | Thymen Arensman      | Bahrain Victorious |
| 17ª                | Filippo Tagliani  | Mattia Bais | Mathieu van der Poel | Bahrain Victorious |
| 18ª                | Filippo Tagliani  | Mattia Bais | Edoardo Affini       | Bahrain Victorious |
| 19ª                | Filippo Tagliani  | Mattia Bais | Andrea Vendrame      | Bahrain Victorious |
| 20ª                | Filippo Tagliani  | Mattia Bais | Alessandro Covi      | Bahrain Victorious |
| 21ª                | Filippo Tagliani  | Mattia Bais | non assegnata        | Bahrain Victorious |
| Classifiche finali | Filippo Tagliani  | Mattia Bais | Mathieu van der Poel | Bahrain Victorious |

## Classifiche finali

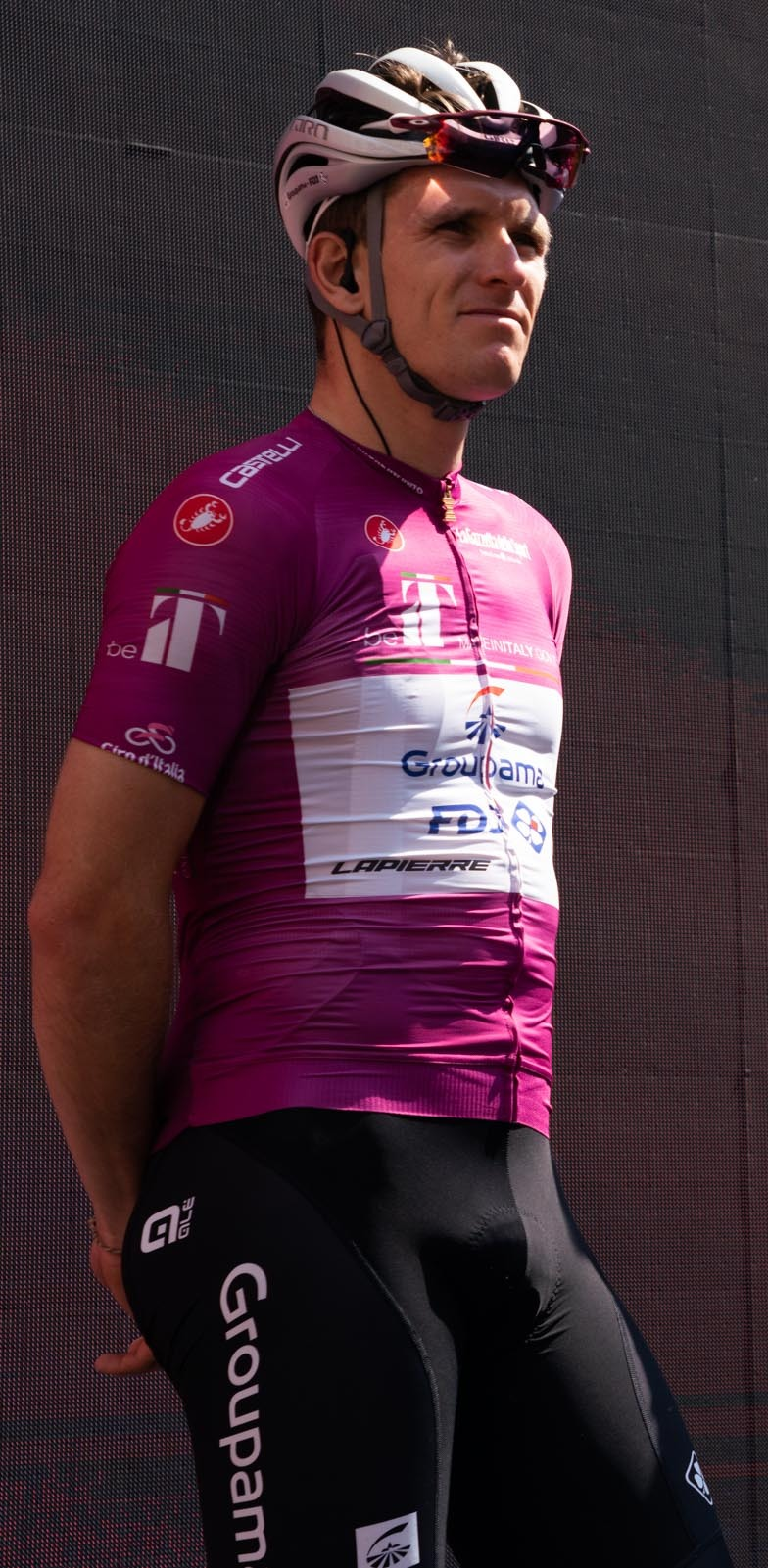
Arnaud Démare in maglia ciclamino.

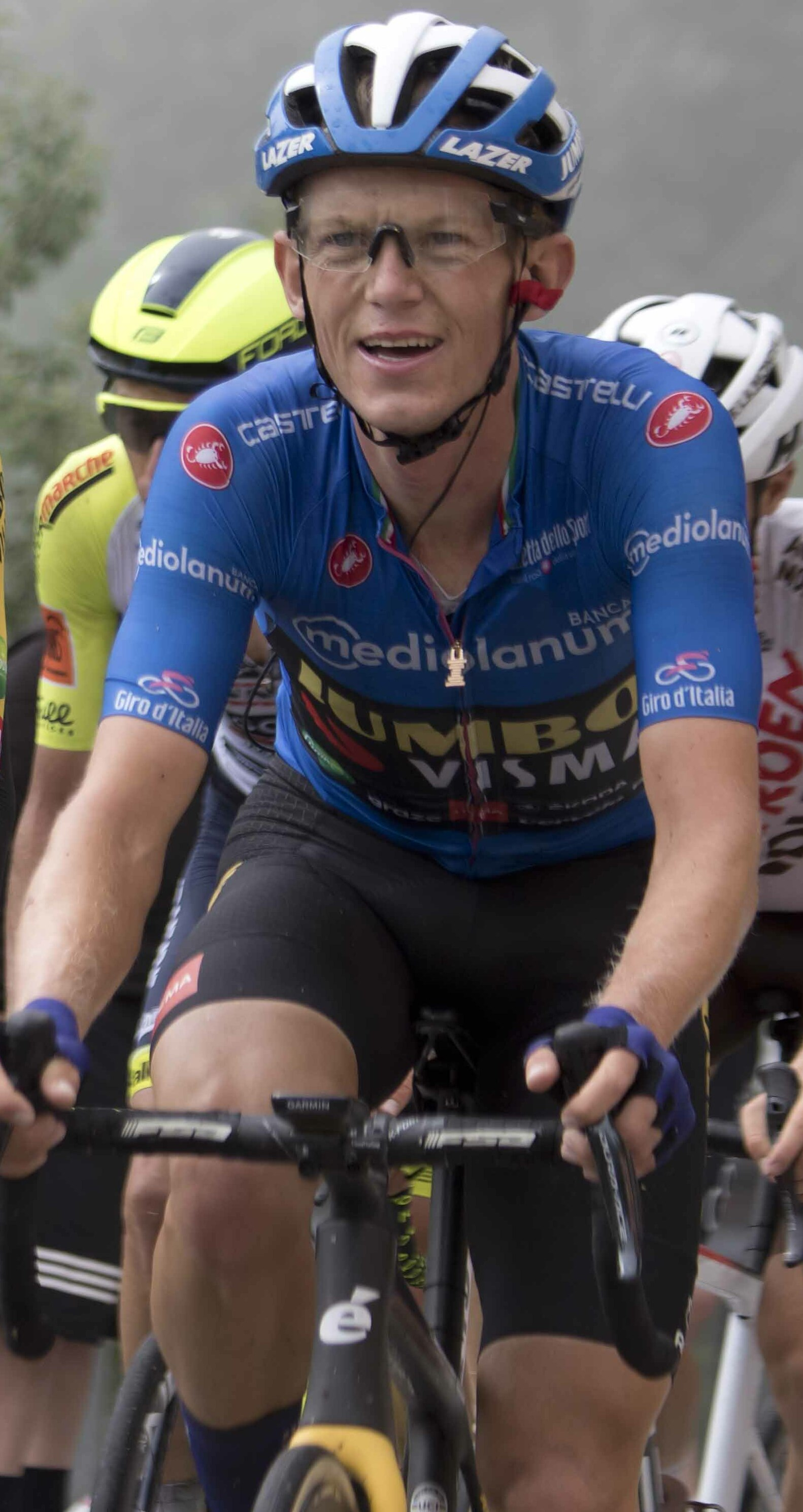
Koen Bouwman in maglia azzurra.

### Classifica generale - Maglia rosa
| Pos. | Corridore          | Squadra     | Tempo     |
| ---- | ------------------ | ----------- | --------- |
| 1    | Jai Hindley        | Bora        | 86h31'14" |
| 2    | Richard Carapaz    | Ineos       | a 1'18"   |
| 3    | Mikel Landa        | Bahrain     | a 3'24"   |
| 4    | Vincenzo Nibali    | Astana      | a 9'02"   |
| 5    | Pello Bilbao       | Bahrain     | a 9'14"   |
| 6    | Jan Hirt           | Intermarché | a 9'28"   |
| 7    | Emanuel Buchmann   | Bora        | a 13'19"  |
| 8    | Domenico Pozzovivo | Intermarché | a 17'29"  |
| 9    | Hugh Carthy        | EF          | a 17'54"  |
| 10   | Juan Pedro López   | Trek        | a 18'40"  |

### Classifica a punti - Maglia ciclamino
| Pos. | Corridore            | Squadra    | Punti |
| ---- | -------------------- | ---------- | ----- |
| 1    | Arnaud Démare        | Groupama   | 254   |
| 2    | Fernando Gaviria     | UAE        | 136   |
| 3    | Mark Cavendish       | Quick-Step | 132   |
| 4    | Mathieu van der Poel | Alpecin    | 105   |
| 5    | Alberto Dainese      | DSM        | 95    |

### Classifica scalatori - Maglia azzurra
| Pos. | Corridore       | Squadra | Punti |
| ---- | --------------- | ------- | ----- |
| 1    | Koen Bouwman    | Jumbo   | 294   |
| 2    | Giulio Ciccone  | Trek    | 163   |
| 3    | Alessandro Covi | UAE     | 102   |
| 4    | Diego Rosa      | Eolo    | 94    |
| 5    | Davide Formolo  | UAE     | 87    |

### Classifica giovani - Maglia bianca
| Pos. | Corridore         | Squadra  | Tempo      |
| ---- | ----------------- | -------- | ---------- |
| 1    | Juan Pedro López  | Trek     | 86h49'54"  |
| 2    | Santiago Buitrago | Bahrain  | a 5'43"    |
| 3    | Pavel Sivakov     | Ineos    | a 23'03"   |
| 4    | Thymen Arensman   | DSM      | a 23'51"   |
| 5    | Luca Covili       | Bardiani | a 1h11'54" |